# Судакаевка
Судакаевка — деревня в Вадинском районе Пензенской области России. Входит в состав Татаро-Лакинского сельсовета.

## География
Деревня находится в северо-западной части Пензенской области, в пределах восточной окраины Окско-Донской низменности, в лесостепной зоне, на расстоянии примерно 10 километров (по прямой) к северу от Вадинска, административного центра района.
Климат
Климат характеризуется как умеренно континентальный. Средняя температура воздуха самого холодного месяца (января) составляет −11,5 °C (абсолютный минимум — −44 °С); самого тёплого месяца (июля) — 19,5 °C (абсолютный максимум — 38 °С). Продолжительность безморозного периода составляет 133 дня. Годовое количество атмосферных осадков — 467 мм. Снежный покров держится в среднем 141 день.

## История
Основана в середине XVII века татарскими мурзами, по имени одного из которых деревня получила своё название. К 1721 году за их отказ от крещения деревня Новоселки, Садокаевка тож, отписана в пользу царя, а затем дарована помещикам. В 1782 году сельцо Судакаевка в собственности у Т. И. Мерлиной, князя В. А. Тенишева и ряда других помещиков. Имелось 42 двора и два деревянных господских дома. В XIX веке в деревне был развит швейный промысел, заключавшийся в пошиве крестьянской одежды на продажу. Жители являлись прихожанами храма во имя Николая Чудотворца, располагавшегося в селе Русский Пимбур.
По состоянию на 1911 год в деревне, относившейся к Шелдаисской волости Керенского уезда, имелись: семь крестьянских обществ и 67 дворов. Население деревни того периода составляло 422 человека. По данным 1955 года в Судакаевке располагалась бригада колхоза имени Ленина.

## Население
| 2010 |
| ---- |
| 14   |

Половой состав
По данным Всероссийской переписи населения 2010 года в гендерной структуре населения мужчины составляли 42,9 %, женщины — соответственно 57,1 %.
Национальный состав
Согласно результатам переписи 2002 года, в национальной структуре населения русские составляли 100 % из 17 чел.

## Улицы
Уличная сеть деревни состоит из одной улицы (ул. Зелёная).